# Stichting voor Bosbeheer en Bostoezicht
De Stichting voor Bosbeheer en Bostoezicht (SBB) is een Surinaamse overheidsinstantie.
Ze werd op 22 augustus 1998 in het leven geroepen door het ministerie van Natuurlijke Hulpbronnen. Op dat moment was dat nog het verantwoordelijke ministerie. In 2005 werd dat het ministerie van Ruimtelijke Ordening, Grond- en Bosbeheer. Het fungeert als werkarm van het ministerie.
De taak van de SBB is de bescherming van Surinaamse bossen. Van 1947 tot de oprichting lag die bij de dienst 's Lands Bosbeheer. De organisatie houdt zich ook bezig met handhaving, zoals het onderscheppen van illegaal hout. Op 28 december 2016 organiseerde ze de lancering van het geoportaal www.gonini.sr, die officieel werd voltrokken door minister Steven Relyveld. Het bevat up-to-date kaarten en geografische, bos-gerelateerde gegevens die ten dienste staan van beleidsmaatregelen, onderzoekers en burgers.